# Gare de Musk
La  gare de Musk est une gare ferroviaire canadienne, située au lieu-dit Musk, sur le territoire de la partie non organisée du nord District de Sudbury dans la province de l'Ontario. 
C'est un arrêt Via Rail Canada desservie par le train Sudbury-White River.

## Situation ferroviaire
Établie à 450 mètres d'altitude, la halte de Musk est situé au point kilométrique (PK) 304 de la ligne de Sudbury à White River, entre les arrêts d'Esher et de Nicholson. Cette infrastructure est une section de la principale ligne transcontinentale du Canadien Pacifique.

## Service des voyageurs

### Accueil
Halte voyageurs, c'est un point d'arrêt non géré (PANG) à accès libre. le train ne s'arrête qu'à la demande.

### Desserte
Musk est desservie par le train Sudbury-White River de Via Rail Canada. Le train passe à l'arrêt six fois par semaine : les mardi, jeudi et samedi, son passage est à 14h40 venant de Sudbury il se dirige vers White River ; les mercredi, vendredi et dimanche, son passage est à 12h02, venant de White River il se dirige vers Sudbury.

### Intermodalité
Il n'y a pas de services.